# حادثة مخبز إيسينج
حادثة مخبز إيسينغ، والمعروفة أيضًا باسم قضية آه لوم، كانت فضيحة تلوث غذائي في التاريخ المبكر لهونغ كونغ البريطانية. في 15 يناير 1857، خلال حرب الأفيون الثانية، تعرض عدة مئات من السكان الأوروبيين للتسمم غير القاتل بالزرنيخ، الموجود في الخبز الذي ينتجه متجر مملوك للصينيين، وهو مخبز إيسينغ. واتُهم صاحب المخبز، تشونغ آه-لوم، بالتخطيط للتسمم ولكن تمت تبرئته في محاكمة أمام هيئة محلفين. ومع ذلك، قُضي تشونغ بنجاح للحصول على تعويضات ونُفي من المستعمرة. ولا يزال المسؤول الحقيقي عن الحادث ونيته - سواء كان عملاً فرديًا من الإرهاب، أو تخريبًا تجاريًا، أو جريمة حرب دبرتها حكومة تشينغ، أو بحتًا عرضيًا - موضع نقاش.
في بريطانيا، أصبحت الحادثة قضية سياسية خلال الانتخابات العامة لعام 1857، مما ساعد على حشد الدعم للحرب ورئيس الوزراء الحالي، اللورد بالمرستون. وفي هونغ كونغ، زرعت الذعر وانعدام الأمن بين المستعمرين المحليين، مما سلط الضوء على هشاشة الحكم الإمبراطوري في المستعمرة. ساهمت الحادثة في تزايد التوترات بين السكان الأوروبيين والصينيين في هونغ كونغ، وكذلك داخل المجتمع الأوروبي نفسه. إن حجم التسمم وعواقبه المحتملة يجعلان منه حدثًا غير مسبوق في تاريخ الإمبراطورية البريطانية، حيث اعتقد المستعمرون في ذلك الوقت أن نجاحه كان يمكن أن يقضي على مجتمعهم.

## الخلفية
في عام 1841، وفي خضم حرب الأفيون الأولى، تفاوض الكابتن تشارلز إليوت على تنازل أسرة تشينغ الحاكمة في الصين عن هونغ كونغ للإمبراطورية البريطانية في اتفاقية تشوينبي.احتفظ مسؤولو المستعمرة الأوائل بأمل كبير في هونغ كونغ كبوابة للنفوذ البريطاني في الصين ككل، والتي من شأنها أن تجمع بين الحكم البريطاني الرشيد وتدفق من الصين لما كان يُشار إليه في ذلك الوقت باسم "الحرفيون الأذكياء والسهل تحسينهم"، بالإضافة إلى تسهيل نقل القلي إلى جزر الهند الغربية.ومع ذلك، سرعان ما وجدت الحكومة الاستعمارية صعوبة في حكم سكان هونغ كونغ الصينيين المتزايدين بسرعة،كما واجهت القرصنة المستوطنة والعداء المستمر من حكومة تشينغ. في عام 1856، دعم حاكم هونغ كونغ، جون بورينغ، بدعم من رئيس الوزراء البريطاني، اللورد بالمرستون، مطالبته بالتعويضات من حكومة تشينغ عن مصادرة سفينة صينية مملوكة لهونغ كونغ، مما أدى إلى حرب الأفيون الثانية بين بريطانيا والصين (1856-1860).
عند اندلاع الحرب في أواخر عام 1856، شن المفوض الإمبراطوري تشينغ يي مينغشن حملة إرهاب في هونغ كونغ من خلال سلسلة من الإعلانات التي تقدم مكافآت مقابل قتل ما أسماه "البربريين المتمردين" الفرنسيين والبريطانيين، وأمر الصينيين بالتخلي عن العمل لدى "الكلاب الأجانب".اُنشئت لجنة لتنظيم المقاومة ضد الأوروبيين في مقاطعة شين آن بالبر الرئيسي. في الوقت نفسه، أصبح الأوروبيون في هونغ كونغ قلقين من أن الاضطرابات في الصين الناجمة عن تمرد تايبينغ (1850-1864) كانت تنتج موجة من المجرمين الصينيين في المستعمرة. تصاعدت التوترات بين السكان الصينيين والأوروبيين، وفي ديسمبر 1856 ويناير 1857، سنت حكومة هونغ كونغ تشريعات الطوارئ، فرض حظر التجول على الصينيين في هونغ كونغ ومنحت الشرطة صلاحيات واسعة لاعتقال ونفي المجرمين الصينيين واللجوء إلى القوة المميتة في الليل. أصبح سكان الصين الأثرياء يشعرون بالقلق المتزايد من تصاعد وحشية الشرطة ومستوى تنظيم الحياة الصينية.

## مسار الأحداث

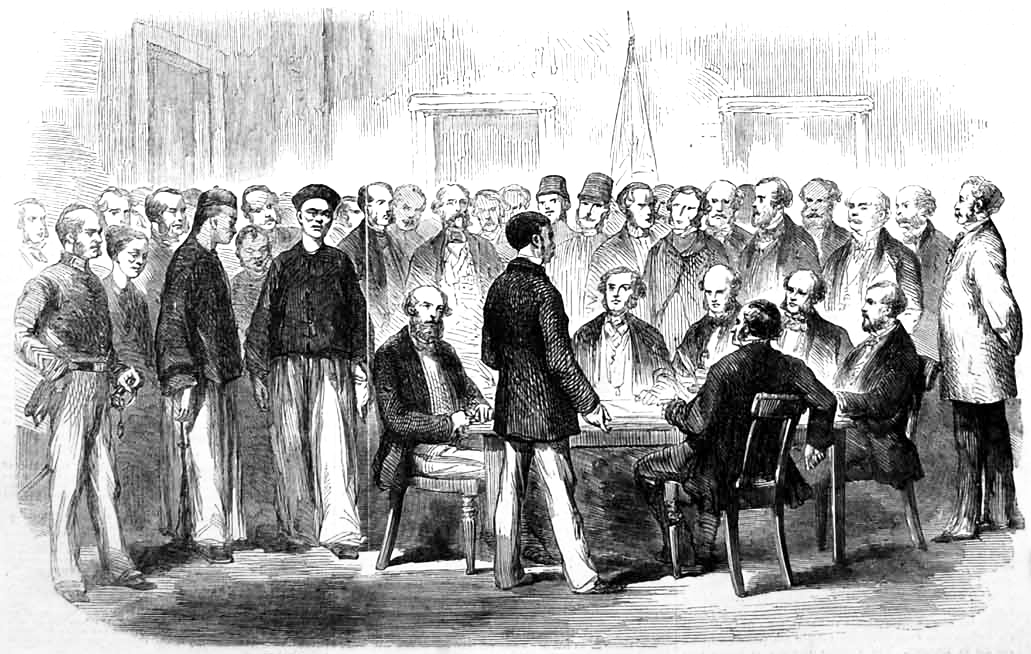
الفحص في مركز الشرطة المركزي في 21 يناير، من صحيفة لندن نيوز المصورة

في 15 يناير 1857، أصيب ما بين 300 و 500 من سكان المستعمرة الأوروبيين بشكل أساسي - وهو ما يشكل نسبة كبيرة من السكان الأوروبيين في ذلك الوقت - بعد تناولهم خبزًا من مخبز إيسينج (بالصينية: 裕成辦館; بالكانتونية: Yuhsìhng baahngún) بالغثيان والقيء وألم المعدة والدوار. وأظهرت الاختبارات اللاحقة أن الخبز كان مغشوشًا بكميات كبيرة من أكسيد الزرنيخ الثلاثي. وكانت كمية الزرنيخ كبيرة بما يكفي للتسبب في قيء السم قبل أن يتمكن من قتل ضحاياه. ولم تكن هناك وفيات يمكن إرجاعها مباشرة إلى التسمم، على الرغم من أن ثلاث وفيات حدثت في العام التالي، بما في ذلك وفاة زوجة الحاكم بورينج، ستعزى إلى آثارها طويلة المدى. أرسل أطباء المستعمرة، بقيادة الجراح العام أوريليوس هارلاند، رسائل عبر المدينة تنصح بأن الخبز مسموم وتحتوي على تعليمات لإحداث القيء وتناول البيض النيء.
غادر صاحب المخبز، تشونغ آه-لوم (بالصينية: 張霈霖; بالكانتونية: Jēung Puilàhm)، إلى ماكاو مع عائلته في وقت مبكر من اليوم. كان يُشتبه فيه على الفور بأنه الجاني، ومع انتشار أنباء الحادث بسرعة، اُحتجز هناك واُعيد إلى هونغ كونغ في اليوم التالي. وبحلول نهاية اليوم، قُبض على 52 رجلاً صينيًا واحتجازهم فيما يتعلق بالحادث. أراد العديد من الأوروبيين المحليين، بما في ذلك المدعي العام توماس تشيشولم أنستي، محاكمة تشونغ أمام المحكمة العسكرية - دعا البعض إلى إعدامه دون محاكمة. أصر الحاكم بورينج على محاكمته بواسطة هيئة محلفين.
في 19 يناير، قُدم عشرة من الرجال للمحاكمة في المحكمة العليا بعد تحقيق أولي. وقد حدث ذلك في 21 يناير. ونُقل المحتجزين الآخرين إلى مركز شرطة كروس رودز وحبسهم في زنزانة صغيرة، والتي أصبحت تعرف باسم "ثقب هونغ كونغ الأسود" بعد الثقب الأسود في كلكتا. ورُحل بعضهم بعد عدة أيام، بينما ظل الباقون في الثقب الأسود لمدة ثلاثة أسابيع تقريبًا.

### محاكمة المحكمة العليا

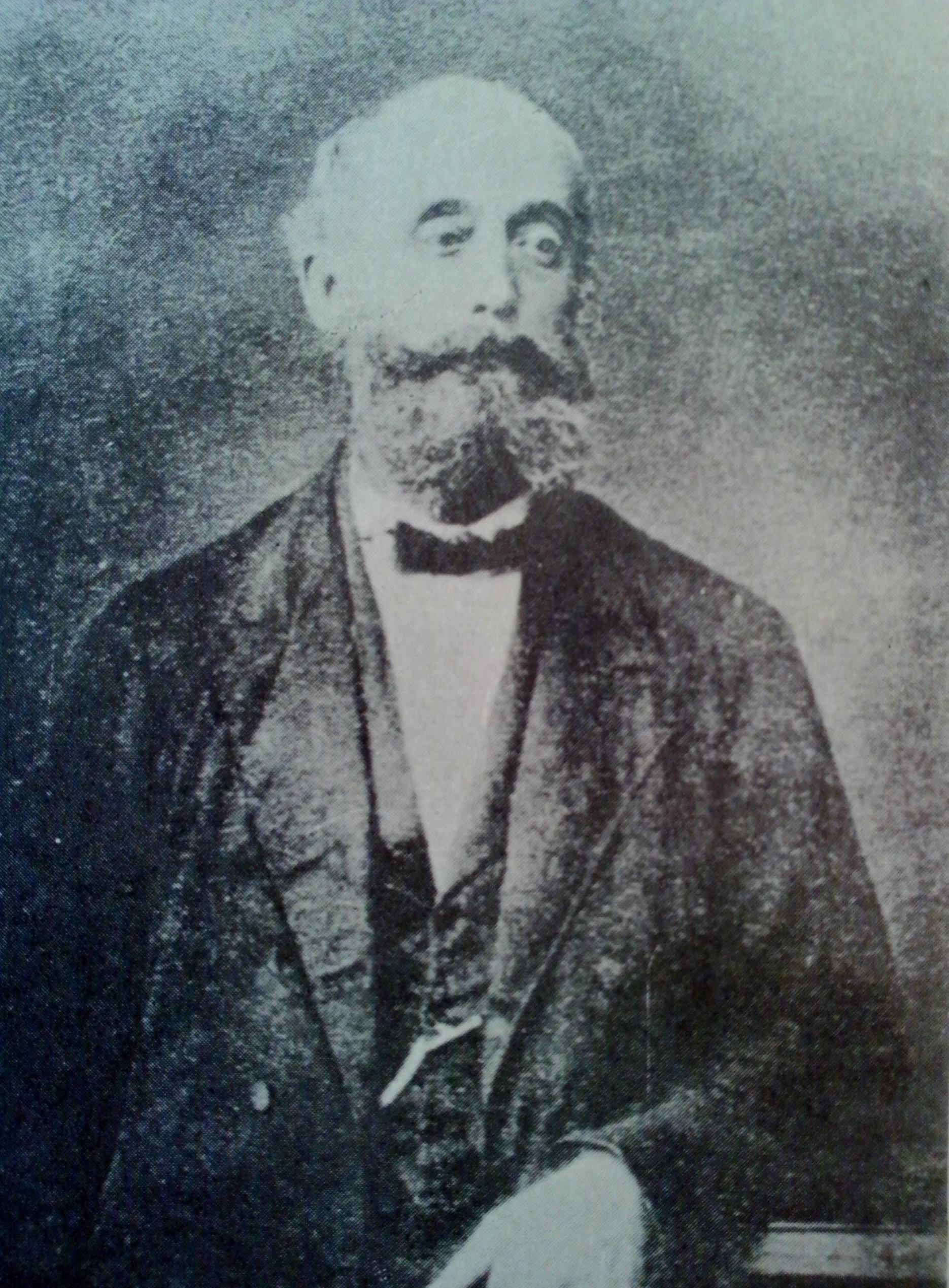
وقال المدعي العام توماس تشيشولم أنستي إن تشيونج يجب أن يُشنق بغض النظر عن براءته.

افتتحت المحاكمة في 2 فبراير. واجهت الحكومة صعوبة في اختيار التهم المناسبة لأنه لم يكن هناك سابقة في القانون الجنائي الإنجليزي للتعامل مع محاولة قتل مجتمع بأكمله. اُختير أحد ضحايا التسمم، ووُجه الاتهام إلى تشيونج والتسعة المدعى عليهم الآخرين بـ "إعطاء السم بقصد قتل وجرح جيمس كارول دمبستر، الجراح الاستعماري". قاد المدعي العام أنستي الادعاء، وويليام توماس بريدجز وجون دي الدفاع. ترأس محكمة العدل الرئيس جون والتر هولم، الذي تعرض للتسمم بنفسه.
تركزت الحجج في المحاكمة بشكل أكبر على شخصية تشيونج الشخصية أكثر من التركيز على التسمم نفسه: جادل الدفاع بأن تشيونج كان عضواً محترماً ومزدهراً في المجتمع المحلي مع القليل من الأسباب للمشاركة في مؤامرة تسمم هاوية، واقترح أن تشيونج قد اُوقع به من قبل منافسيه التجاريين. من ناحية أخرى، صوّره الادعاء على أنه وكيل لحكومة تشينغ، في وضع مثالي لتخريب المستعمرة. زعموا أنه كان يائسًا مالياً وقد باع نفسه لمسؤولين صينيين مقابل المال.
لاحظ الدفاع أن أطفال تشيونج أنفسهم أظهروا أعراض التسمم؛ جادل المدعي العام أنستي بأنهم كانوا يعانون من دوار البحر فقط، وأضاف أنه حتى لو كان تشيونج بريئًا، فمن "الأفضل شنق الرجل الخطأ بدلاً من الاعتراف بأن الذكاء والنشاط البريطاني فشلا في اكتشاف المجرمين الحقيقيين". رد هولم قائلاً: "إن شنق الرجل الخطأ لن يعزز أهداف العدالة". دعا تشيونج نفسه إلى قطع رأسه، مع بقية أفراد عائلته، إذا ثبتت إدانته، وفقًا للممارسة الصينية. في 6 فبراير، رفضت هيئة المحلفين حجج الادعاء وأصدرت حكماً بالإدانة "غير مذنب" بأغلبية 5-1.

### نفي تشيونغ
أثار الحكم ضجة كبيرة، وعلى الرغم من براءته، ظل الرأي العام بين المقيمين الأوروبيين في هونغ كونغ معاديًا لتشونغ بشدة. قرر الحاكم بورينغ ومجلسه التنفيذي أثناء سير المحاكمة أنه يجب احتجاز تشيونغ إلى أجل غير مسمى بغض النظر عن نتيجتها، واُعتقل بعد ذلك بوقت قصير بموجب تشريع الطوارئ بحجة كونه ما وصفته السلطات بأنه "شخص مشبوه". رفع ويليام تاران، محرر صحيفة "صديق الصين"، دعوى قضائية على تشيونغ للمطالبة بالتعويض. وحُكم له بمبلغ 1010 دولار. قبل تنفيذ الحكم، قبل بريدجز، الذي يشغل الآن منصب سكرتير المستعمرات بالنيابة، التماسًا من المجتمع الصيني للسماح لتشونغ بالمغادرة بسلام من هونغ كونغ بعد تسوية شؤونه. واُفرج عن تشيونغ وفقًا لذلك وغادر المستعمرة في 1 أغسطس، متخليًا عن أعماله.
ألقى تاران باللوم علنًا على بريدجز للسماح لتشونغ بالهروب، لكنه تمت مقاضاته بدوره من قبل بريدجز بتهمة التشهير وأُجبر على دفع غرامة قدرها 100 جنيه إسترليني.

## التحليلات

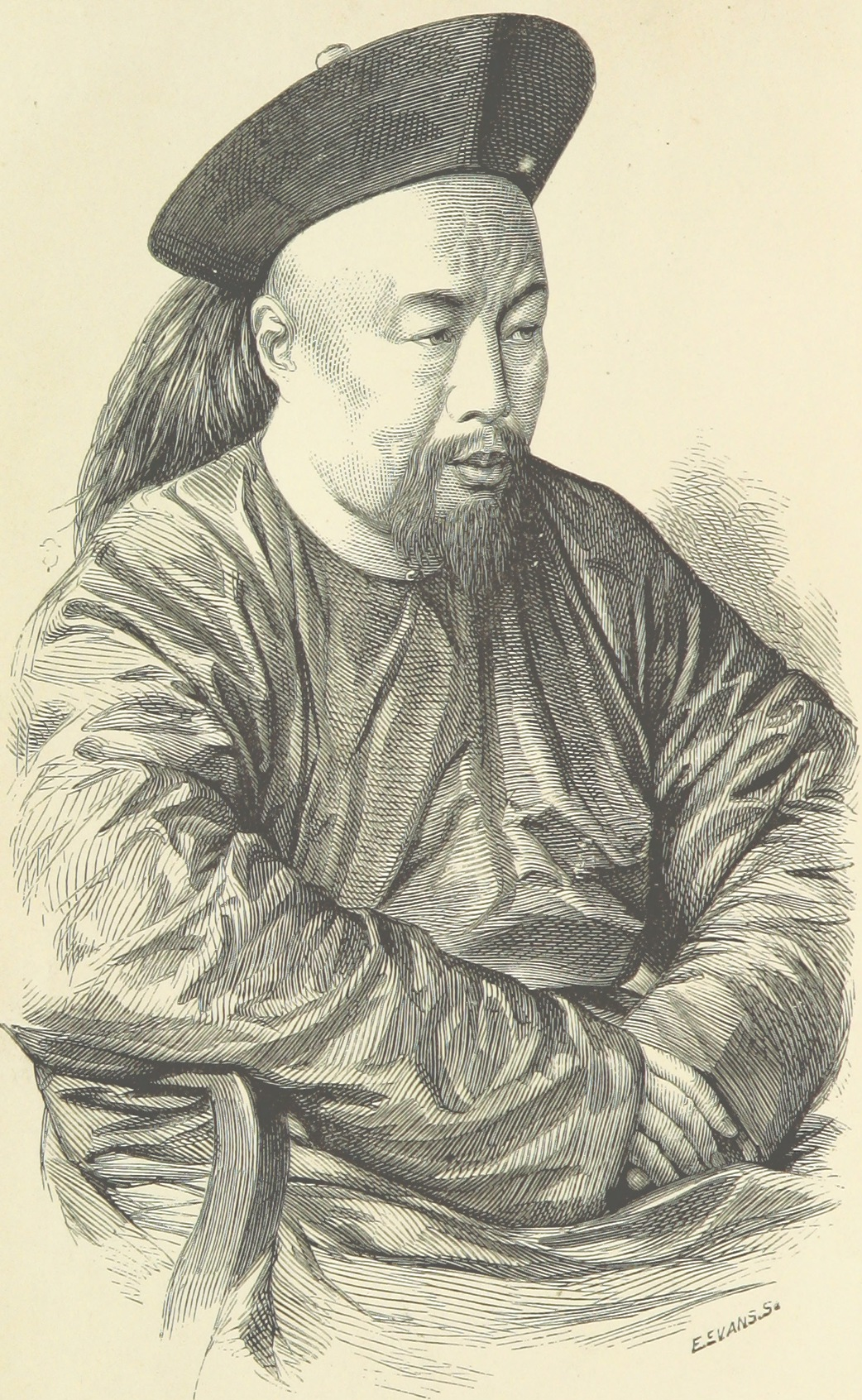
حاكم تشينغ يي مينغ تشين، الذي اتهمته الصحف في لندن بالتخطيط للحادث

### المسؤولية
اختلف المؤرخون المعاصرون في تحديد المسؤولية عن الحادث. فقد جادل المؤرخ جورج بير إنداكوت بأن التسميم كان بتعليمات من مسؤولي أسرة تشينغ، بينما تصور جان موريس تشيونغ على أنه "ذئب منفرد" يتصرف بدافع من الوطنية الشخصية. وذكر سجل عشيرة تشيونغ الخاص، الذي كتب في الصين عام 1904 بأمر من البلاط الإمبراطوري، أن الحادث كان عرضيًا تمامًا، نتيجة للإهمال في تحضير الخبز وليس التسميم المتعمد. وتقول رواية أخرى إن التسميم نفذه اثنان من رؤساء الفرن اللذين فروا من هونغ كونغ فورًا بعد ذلك، ولم يكن لتشونغ أي دور فيه. يصنف لوو ومكلاكلين، في تحقيقهم الذي أجري عام 2015 عن الحادث، الفرضيات المعقولة إلى ثلاث فئات: أن التسميم نفذه تشيونغ أو أحد الموظفين بأوامر من المسؤولين الصينيين، وأن التسميم كان محاولة من قبل منافس للإيقاع بتشونغ، وأن التسميم كان عرضيًا.
يذكر لوو ومكلاكلين أن التحليلات الكيميائية التي أجريت في ذلك الوقت لا تدعم نظرية أن الحادث كان عرضيًا. يذكر سجل عشيرة تشيونغ أنه "في يوم من الأيام، بسبب الإهمال، أسقط عامل بعض" الأشياء الغريبة "في الدقيق"، على الرغم من العثور على الزرنيخ فقط في الخبز نفسه، وبكميات هائلة - وليس في الدقيق أو الخميرة أو المعجنات أو في بقايا الخبز التي تُجمع من الطاولة، والتي اُختبرت جميعًا. إذا كانت هذه النتائج صحيحة، فيجب أن يكون قد اُدخل السم قبل الخبز بفترة قصيرة. علاوة على ذلك، على الرغم من فشله النهائي، يجادل لوو ومكلاكلين بأن الحادث كان له بعض خصائص التخطيط الاستراتيجي الدقيق: قرار تسميم الخبز الأوروبي، وهو طعام لا يأكله الصينيون عمومًا في ذلك الوقت، كان من شأنه أن يفصل الأهداف المقصودة للمؤامرة، في حين أن الزرنيخ الأبيض (ثلاثي أكسيد الزرنيخ) كان سمًا سريع المفعول متاحًا بشكل طبيعي في الصين، وبالتالي فهو مناسب تمامًا لهذه المهمة.
في يونيو 1857، نشرت صحيفة حكومة هونغ كونغ الرسمية رسالة مصادرة مكتوبة إلى تشان كوي-تسيه، رئيس لجنة المقاومة في مقاطعة شين آن، من شقيقه تسز-تين، يبلغه بالحادث. يشير التقرير غير المباشر في الرسالة إلى أن اللجنة من غير المحتمل أن تكون قد بادرت إلى الحادث مباشرة.

### نتائج السموم
أجرى أوريليوس هارلاند، الجراح العام، الاختبارات الأولية على الخبز والمواد الأخرى التي اُستردت من المخبز. وسجل ما يلي: 
بعد وقت قصير من الإنذار الأول، سعيت على وجه السرعة لتحديد ما كان في الخبز، وعندما حضر الدكتور برادفورد، تأكدنا أنا وهو أنه كان الزرنيخ. في اليوم التالي، بناءً على طلب وزير المستعمرات، أجرينا تحليلًا أكثر دقة لكل قطعة خبز على حدة، ووجدنا أنها جميعًا تشير إلى وجود الزرنيخ. ... وجدنا أن رغيف خبز يزن رطلاً واحدًا [0.45 كجم] يحتوي على ما يقرب من درام واحد من الزرنيخ، ستين حبة للدرام الواحد، زرنيخ أبيض شائع. ... كما أحضر لي شرطي في فترة ما بعد ظهر يوم 16 جرتين، إحداهما تحتوي على خميرة استخدمت في ليلة 14، والأخرى تحتوي على مواد لصنع الخميرة، بالإضافة إلى بعض الدقيق وبعض المعجنات من المخبز، وعجينة مكشوطة من الطاولة، وبعض المعجنات في قوالب من الصفيح. لم أجد أي أثر للزرنيخ أو أي سم معدني آخر في أي من المواد.
بعد ذلك اُغلقت أجزاء من الخبز المسموم واُرسلت إلى أوروبا، حيث فحصها الكيميائيون فريدريك أبيل ويوستوس فون ليبيغ، والجراح الاسكتلندي جون إيفور موراي. وجد موراي أن الحادث مثير للاهتمام من الناحية العلمية بسبب انخفاض عدد الوفيات التي نتجت عن تناول هذه الكمية الهائلة من الزرنيخ. مكنته الاختبارات الكيميائية من الحصول على 62.3 حبة من حمض الزرنيخوز لكل رطل من الخبز (9 أجزاء لكل ألف)، بينما وجد ليبيغ 64 حبة/رطل (10 أجزاء لكل ألف). افترض ليبيغ أن السم لم ينجح في العمل لأنه قاموا بتقيؤه قبل أن يُهضم.

## الآثار والنتائج

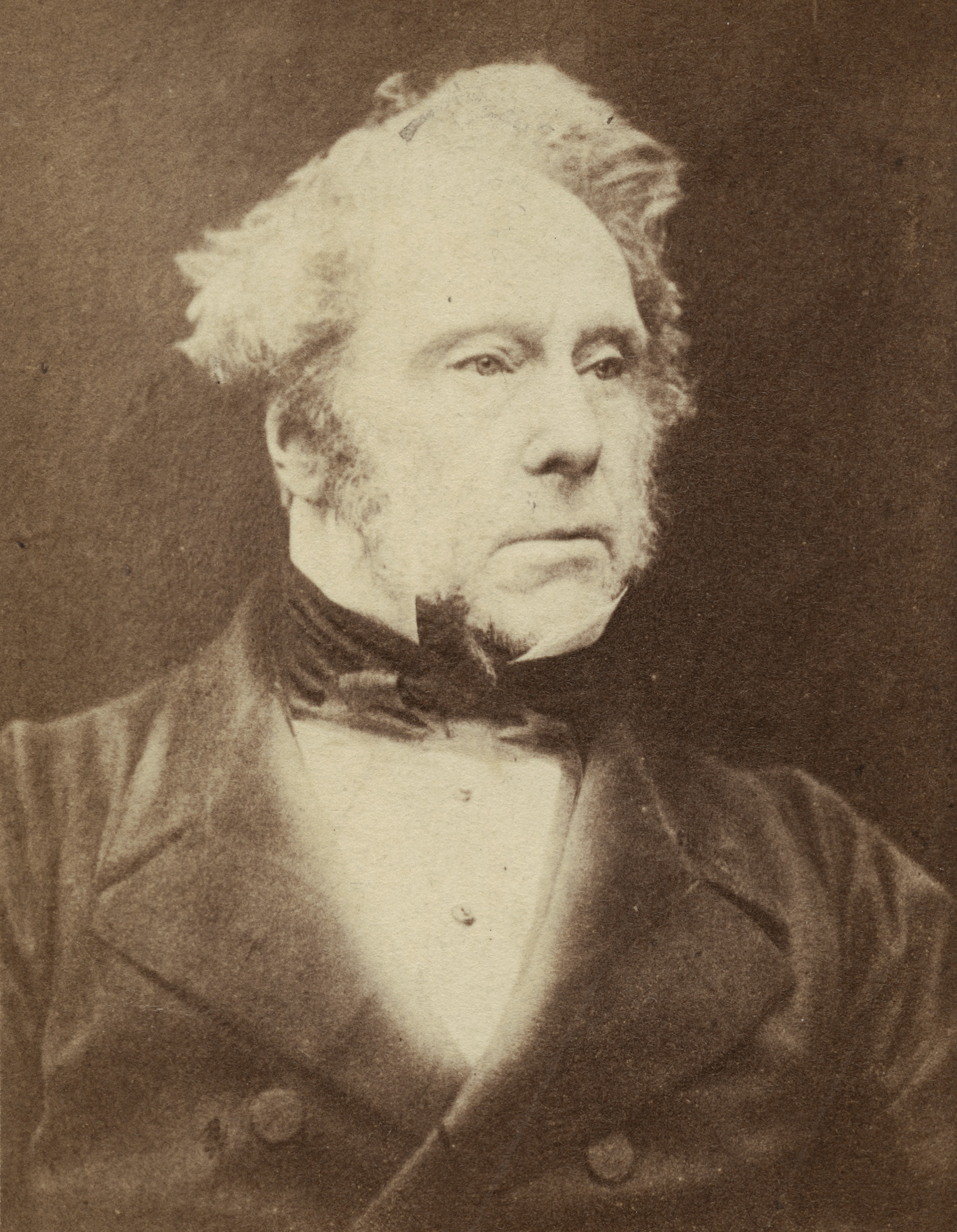
اللورد بالمرستون في عام 1857 (معرض اللوحات القومي، لندن)

### الاستقبال في بريطانيا
وصلت أنباء الحادث إلى بريطانيا خلال الانتخابات العامة لعام 1857، التي دُعِي إليها عقب تصويت برلماني ناجح بحجب الثقة عن دعم اللورد بالمرستون لحرب الأفيون الثانية. وفي حشد الدعم لبالمرستون وسياسته الحربية، نددت صحيفة "لندن مورنينج بوست" بالتسميم بعبارات مبالغة، واصفةً إياه بأنها "خسة بشعة، [و]خيانة لا مثيل لها، من هؤلاء الوحوش الصينيين"، "هزموا ... بفرط إثمهم"؛ وكان مرتكبوها "حيوانات ضارة ... وحوشًا ضارية في هيئة بشر، بدون أي قيمة فداء واحدة" و "شياطين في هيئة بشر". ونشرت صحيفة أخرى مؤيدة لبالمرستون، "ذا جلوب"، رسالة ملفقة من تشيونغ يعترف فيها بأنه "تصرف وفقًا لأمر نائب الملك [يي مينغشن]". وبحلول وقت نشر خبر تبرئة تشيونغ في لندن في 11 أبريل، كانت الانتخابات قد انتهت تقريبًا، وكان بالمرستون منتصرًا.
في لندن، لفت الحادث انتباه المؤلف الألماني فريدريك إنجلز، الذي كتب إلى صحيفة "نيويورك هيرالد تريبيون" في 22 مايو 1857، قائلًا إن الصينيين الآن "يسممون خبز المجتمع الأوروبي في هونغ كونغ بالجملة، وبأبرد ما يكون من سبق الإصرار". وجادل قائلًا: "باختصار، بدلًا من الوعظ حول الفظائع المروعة للصينيين"، "كما تفعل الصحافة الإنجليزية الشهيرة، من الأفضل أن ندرك أن هذه حرب برو أريس إت فوكيس (عبارة لاتينية تعني "من أجل المذابح والمواقد"، وهي تعني الدفاع عن الوطن والأسرة)، حرب شعبية من أجل الحفاظ على الجنسية الصينية، مع كل ما لديها من تحيز متغطرس وغباء وجهل متعلم وبربرية متزمتة إذا أردت، ولكنها مع ذلك حرب شعبية".
أنكر آخرون في إنجلترا أن التسميم قد حدث أصلًا. في مجلس العموم، زعم توماس بيرونيت طومسون أن الحادث قد لُفق كجزء من حملة تضليل لتبرير حرب الأفيون الثانية. تركز الكثير من عدم التصديق على اسم تشيونغ، الذي أصبح موضع سخرية وروح دعابة - غالبًا ما كان الخبازون في بريطانيا في القرن التاسع عشر يغشون عجينهم بشب البوتاسيوم، أو ببساطة "الشب"، كمبيض - ويشير لو وماكلولين إلى أن "خبازًا يُدعى تشيونغ الشب كان سيُعتبر مضحكًا في حد ذاته، لكن خبازًا يُدعى تشيونغ الشب متهمًا بإضافة السم إلى عجينه بدا جيدًا لدرجة يصعب تصديقها". علق مسؤول في المكتب الاستعماري على تقرير عن تشيونغ من هونغ كونغ بملاحظة، "بالتأكيد اسم أسطوري".

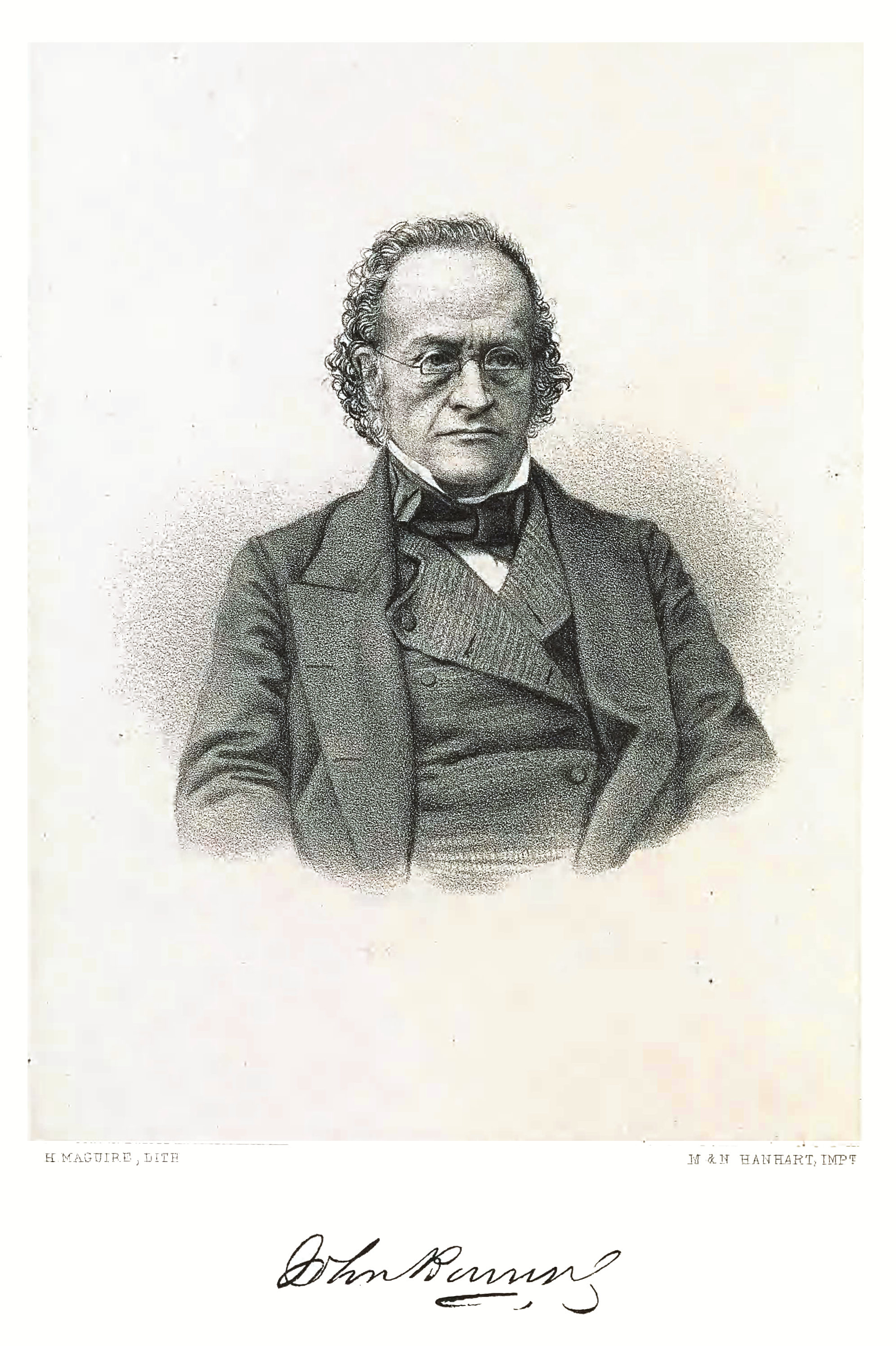
حاكم هونج كونج جون بورينج

### هونغ كونغ
إن كلاً من حجم التسمم وعواقبه المحتملة يجعلان حادثة مخبز إيسينغ غير مسبوقة في تاريخ الإمبراطورية البريطانية، حيث اعتقد المستعمرون في ذلك الوقت أن نجاحها كان من الممكن أن يدمر مجتمعهم.

يصف موريس الحادثة بأنها "تحقيق درامي لما كان يُعرف بالخوف الغربي من الخطر الأصفر، وهو موضوع رعب فيكتوري مفضل"، وساهمت القضية في التوترات بين المجتمعات الأوروبية والصينية في هونغ كونغ. في حالة من الذعر، نفذت الحكومة الاستعمارية اعتقالات جماعية وترحيل لسكان صينيين في أعقاب حوادث التسمم. وُظف 100 ضابط شرطة جديد وكُلفت سفينة تجارية للدوريات في المياه المحيطة بهونغ كونغ. كتب الحاكم باورينغ إلى لندن يطلب إرسال 5000 جندي إلى هونغ كونغ. صدر إعلان يعيد تأكيد حظر التجول على السكان الصينيين، وصدرت أوامر بإبقاء السفن الصينية على بعد أكثر من 300 ياردة (270 مترًا) من هونغ كونغ، بالقوة إذا لزم الأمر. وصف تشان تسز-تين ما حدث في أعقاب ذلك في رسالته:
"... إن البرابرة الإنجليز في حيرة كبيرة للغاية؛ حيث يُصدر إعلان كل يوم، وتصدر ثلاث مجموعات من اللوائح في يومين. قُبض على الأشخاص الموجودين في الخارج ليلاً على عجل، ويُطلق سراحهم على عجل؛ لا يُسمح لأي شخص بالخروج بعد الساعة 8 مساءً؛ تُجبر المتاجر على شراء تذاكر بستة عشر دولارًا لكل منها".
اُغلق مخبز إيسينغ، وتولى رائد الأعمال الإنجليزي جورج دوديل توريد الخبز للمجتمع الاستعماري، الذي وصفه المؤرخ نايجل كاميرون بأنه "أحد أكثر المحتالين دهاءً في المستعمرة". تعرض مستودع دوديل لهجوم في حادث حريق متعمد في 6 مارس 1857، مما يدل على المشاكل المستمرة في المستعمرة. في الشهر نفسه، ورد أن أحد موظفي دوديل ناقش تلقي عرضًا بقيمة 2000 دولار لخلط عجين البسكويت بمادة منومة - حقيقة هذا الادعاء غير معروفة. بعد التسمم بوقت قصير، اهتزت هونغ كونغ بسبب قضية كالدويل، وهي سلسلة من الفضائح والخلافات التي شملت بريدجز وتارانت وأنستي وأعضاء آخرين في الإدارة، والتي ركزت بالمثل على العلاقات العرقية في المستعمرة.
حقق تشيونغ نفسه حياة مزدهرة في ماكاو وفيتنام بعد مغادرته هونغ كونغ، وأصبح فيما بعد قنصلًا لإمبراطورية تشينغ في فيتنام. توفي عام 1900. اُحتفظ بجزء من الخبز المسموم، الذي حُفظ عليه جيدًا بسبب محتواه العالي من الزرنيخ، في خزانة مكتب رئيس قضاة المحكمة العليا في هونغ كونغ حتى الثلاثينيات.